# Cathédrale Notre-Dame-du-Réal d'Embrun
Cette  cathédrale n’est pas la seule cathédrale Notre-Dame.
La cathédrale Notre-Dame-du-Réal d'Embrun est une cathédrale catholique, située à Embrun, dans le département français des Hautes-Alpes. Ancien siège archiépiscopal de l'archidiocèse d'Embrun, elle est aujourd'hui rattachée au diocèse de Gap et Embrun.

## Présentation

### Rôle et importance
Jadis, cette cathédrale était très réputée. Elle a été le siège d'un archevêché stratégique pendant six siècles : celui d'un très grand archidiocèse et sur la voie principale du difficile franchissement du massif alpin. Elle était donc une étape ombilicale de contact avec le patriarche catholique, la papauté romaine. Elle était nommée Notre-Dame-des-Rois. En dehors de sa mission de lien transalpin, une fresque miraculeuse très vénérée de l'Adoration des Rois mages s'y trouvait. Cette fresque fut détruite par les protestants en 1585.
C’était le monument le plus important des Alpes françaises, entre 1170 et 1225, époque de transition entre le style roman et le style gothique. Elle s'inspirait largement de la tradition lombarde.

### Monument historique
Cet édifice a été classé monument historique par la liste de 1840.

Vues extérieures
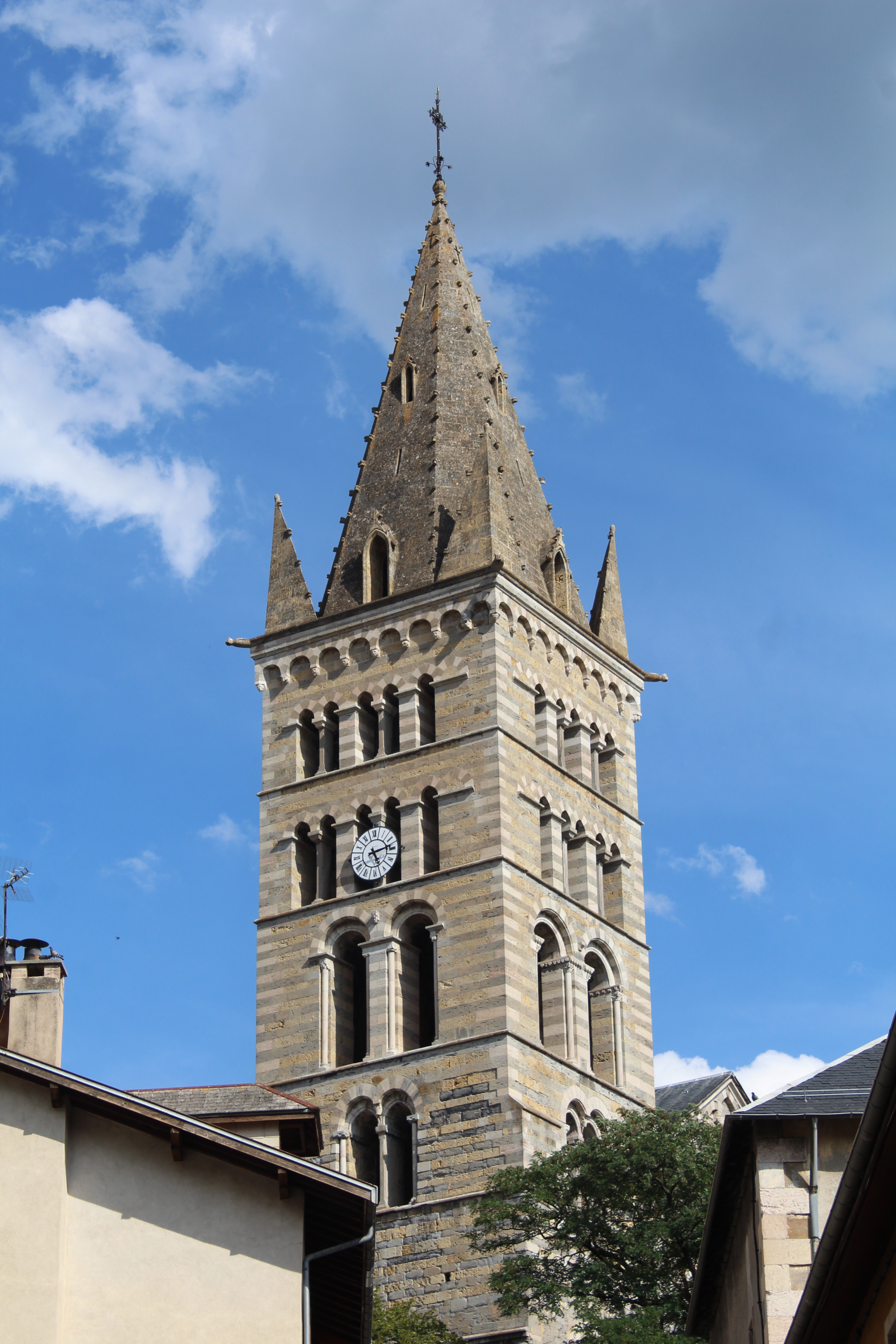
Clocher.
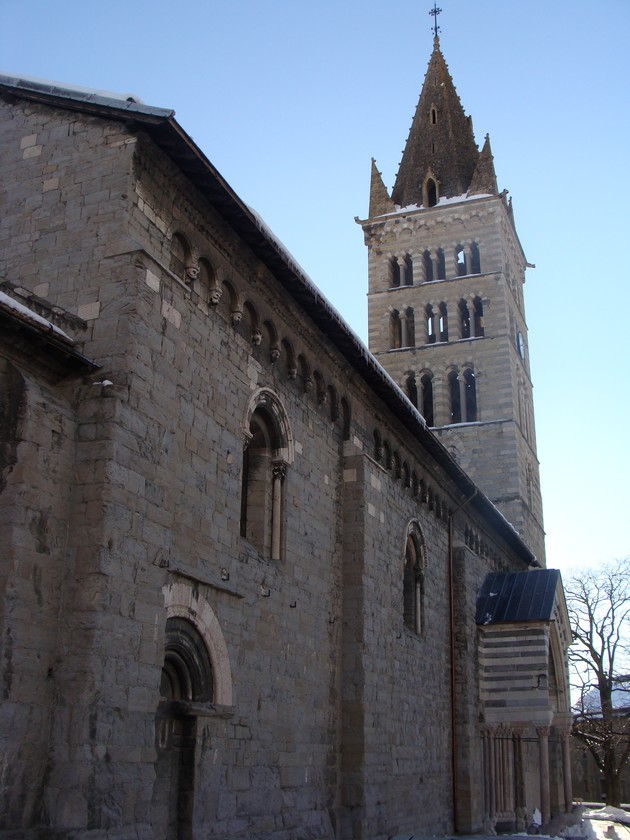
Façade nord, portail et clocher.
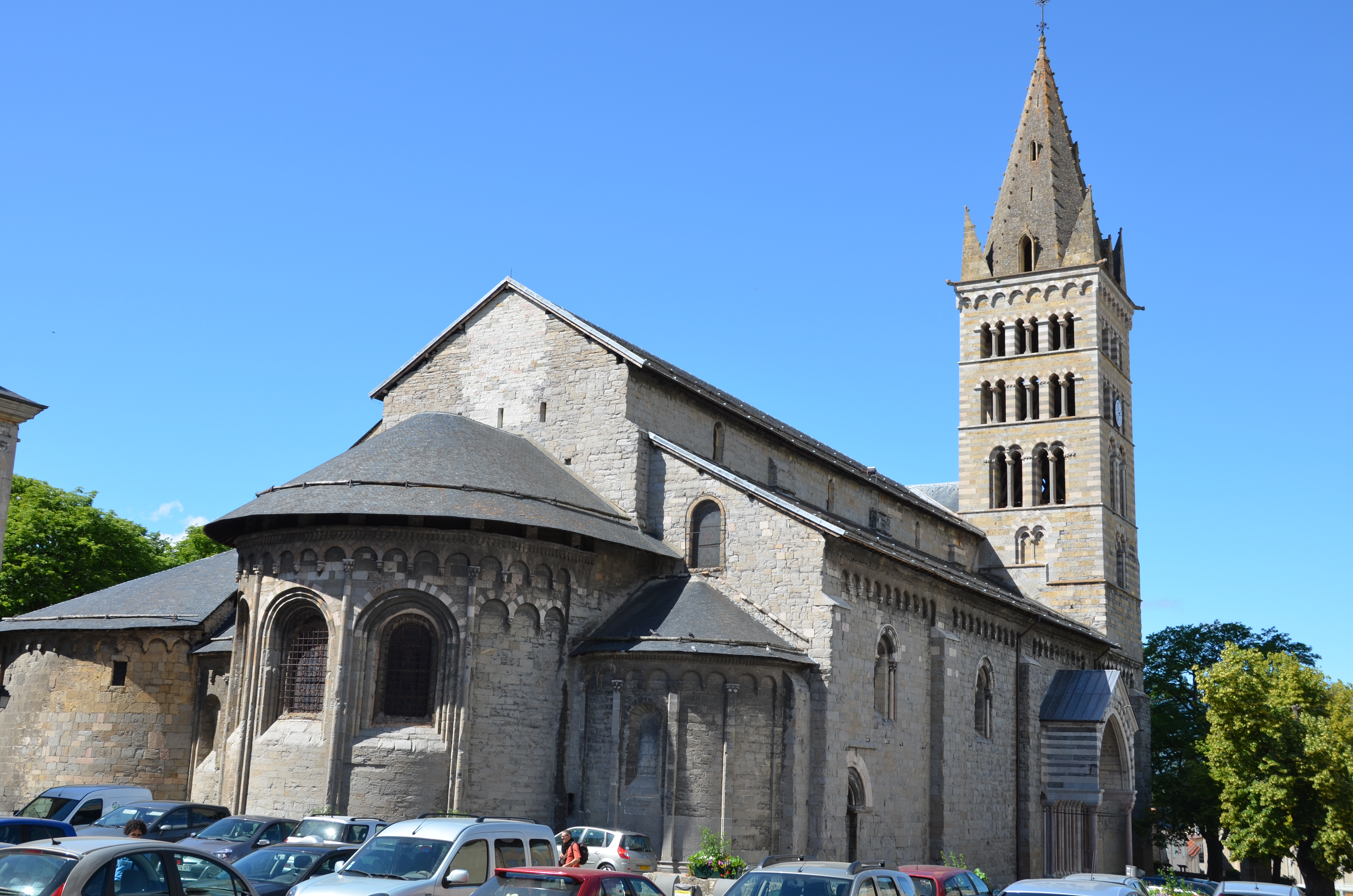
Vue générale.
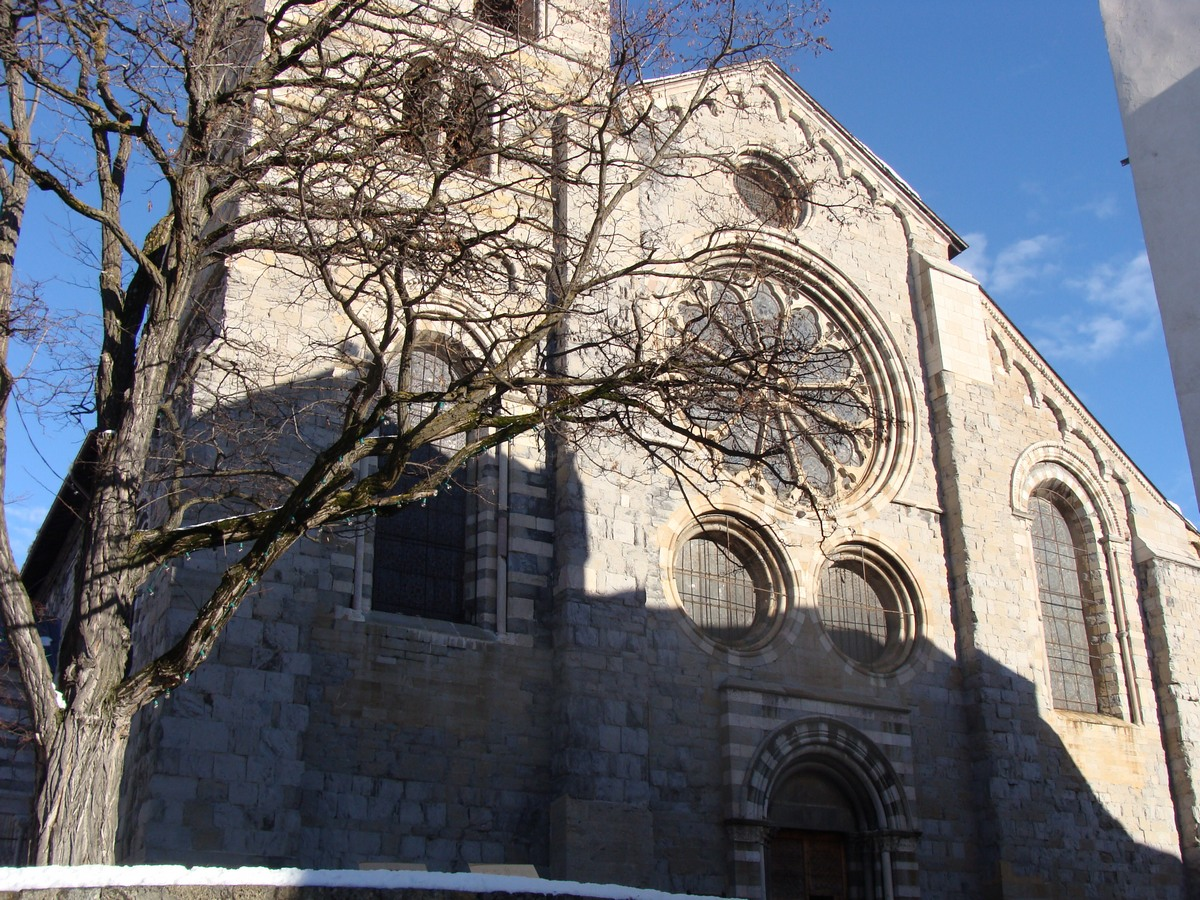
Pied de la façade et du portail ouest.
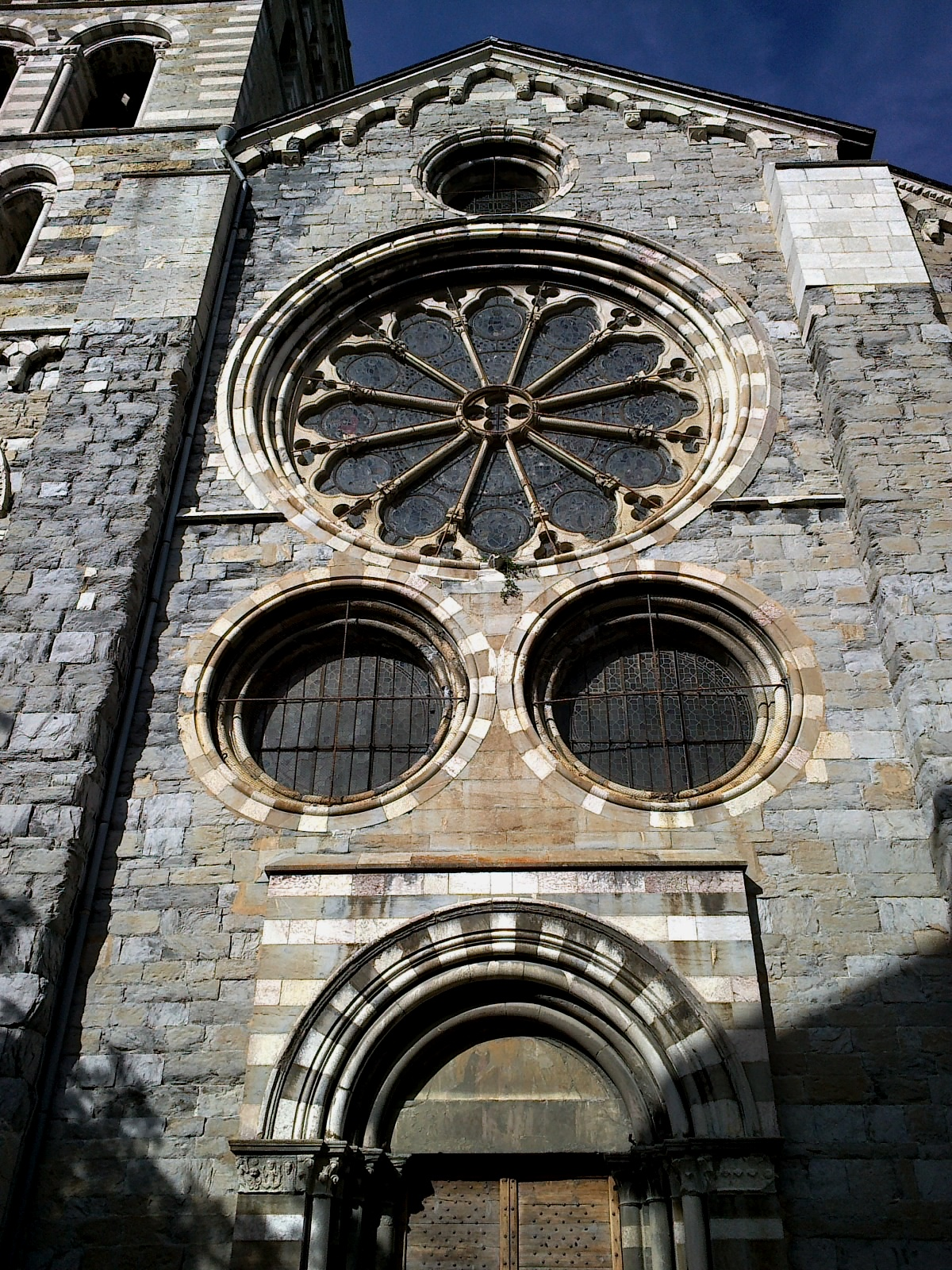
Détail de la façade et du portail ouest.

### Titre de proto-chanoine
Depuis 1629, le titre de proto-chanoine de la cathédrale Notre-Dame d'Embrun est attribué au chef de l'État français. Il fut donné pour la première fois à Louis XIII. Ce titre honorifique ne devient effectif que lorsqu’il est venu prendre possession de sa stalle.
La distinction n'apporte aucun avantage particulier. Le dernier président qui est venu recevoir ce titre est le général de Gaulle.

## Histoire
Embrun est l'ancienne Eburodunum, elle a eu une position importante sur la route qui reliait l'Italie à l'Espagne par le col du Montgenèvre. Capitale des Caturiges, elle devient une civitas sous Néron, puis la métropole de la province romaine des Alpes-Maritimes.
Saint Marcellin y fonde un évêché en 365 qui est resté la métropole de la province ecclésiastique des Alpes-Maritimes jusqu'à la Révolution française (1789). Les archevêques sont princes d'Embrun depuis le XIIIe siècle.

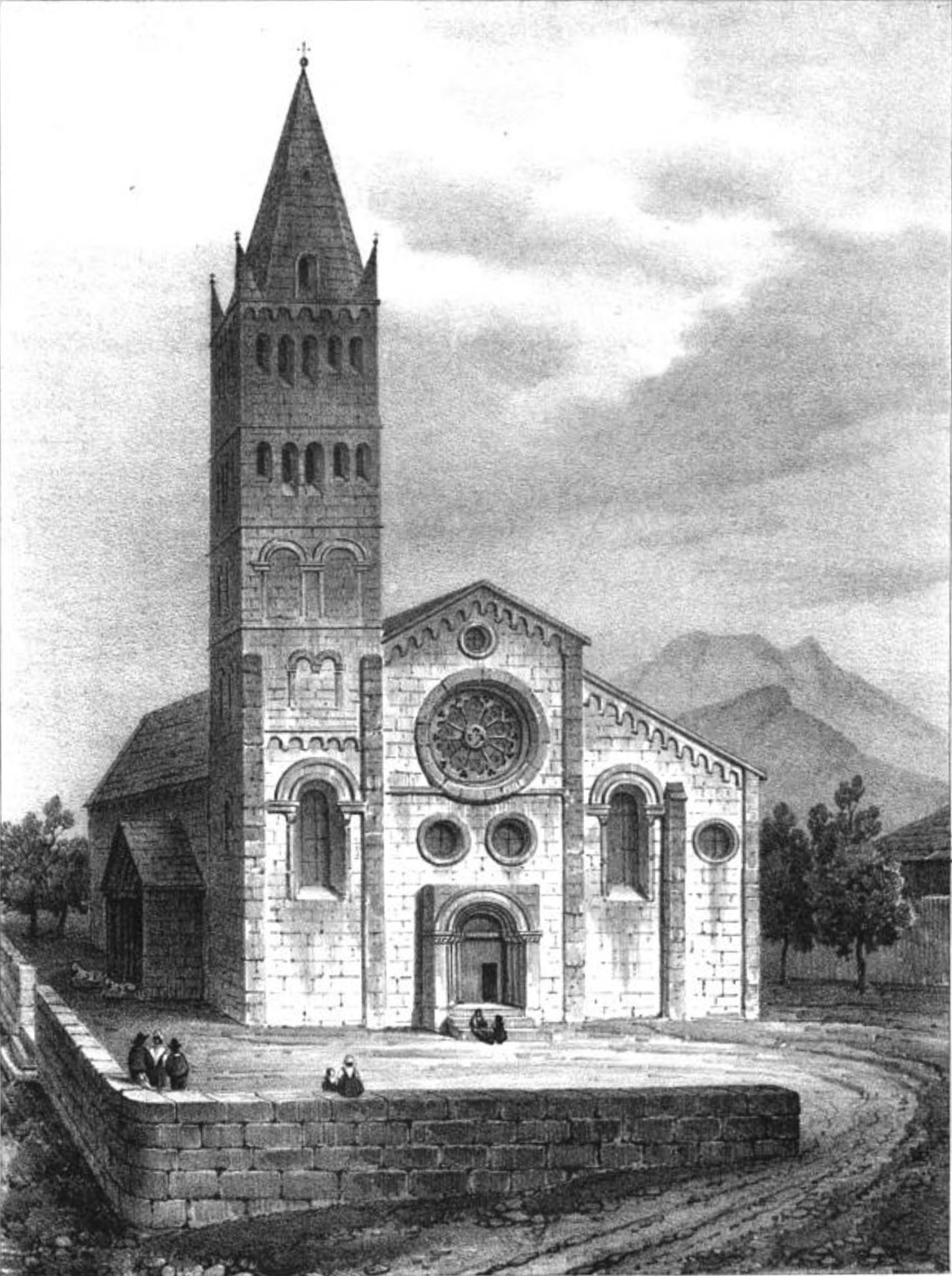
La cathédrale Notre-Dame d'Embrun au XIXe siècle, illustrée par Alexandre Debelle (1805-1897).

La vie de saint Marcellin indique qu'il a construit une église à Embrun.
Pour les premiers temps de l'église à Embrun, on dispose des textes rédigés par Grégoire de Tours. Il indique qu'il y avait une « admirable basilique » élevée sur le tombeau des saints Nazaire et Celse martyrisés à Embrun. Dans un passage, il note que Marcellin a « construit une piscine à baptiser dans laquelle le jour de Noël et le jour de la Cène du Seigneur l'eau s'élève par l'effet de la vertu divine et de là passe dans une autre piscine où la coutume était autrefois établie de baptiser » (De gloria confessorum).
Les Lombards ont dû saccager la ville vers 570-575[réf. nécessaire].
Les Sarrasins qui s'installent en Provence à La Garde-Freinet vont faire de nombreuses razzias dans les Alpes. En 916 (-926 ?), ils remontent la vallée de la Durance et franchissent les cols des Alpes. C'est au cours de cette incursion qu'ils tuent l'archevêque d'Embrun, saint Benoît, et l'évêque de Maurienne, saint Odilard. Après s'être saisi de l'abbé de Cluny Mayeul, le comte de Provence Guillaume s'empare de La Garde-Freinet en 973. La paix revenue après le départ des Sarrasins permet à l'archevêque saint Ismide (1007-1010) de restaurer la cathédrale.
Accusé de simonie, l'archevêque Hugues est remplacé par Viminien en 1055. La bulle du pape Victor II permet de vérifier que la cathédrale est alors consacrée à la Vierge.
La construction de l'imposante cathédrale actuelle n'a pu être rendue possible que grâce à l'accroissement des moyens matériels de l'évêque et du chapitre. Les bulles des papes Adrien IV et Alexandre III assurent aux archevêques une partie des revenus des mines d'argent de l'Argentière et de Freyssinières. Le diplôme de Conrad III accorde à l'archevêque les régales impériales, les droits de battre monnaie, de péage, de justice, en 1151. Ces actes se sont ajoutés aux donations du comte de Provence Raimond-Béranger II ou III.
Des textes du premier quart du XIIIe siècle indiquent que la cathédrale Notre-Dame est neuve.

## Architecture
La cathédrale possède un clocher à pyramidions. Une grande partie de sa structure est marquée par une alternance de strates de calcaire blanc et de schiste noir.
Le Protiro nommé porche du Réal (ou des Rois Mages) est de style lombard. Les deux colonnes reposent sur des lions couchés lions stylophores, abrita pendant plus de deux siècles la fresque miraculeuse représentant l'Adoration des Mages, objet d'une grande dévotion à Notre-Dame. Cette fresque recouvrait le remarquable tympan présentant un Tétramorphe.
À l'intérieur, l'emploi des schistes noirs et des calcaires blancs, l'alternance des voûtes en berceau des collatéraux et les croisées d'ogives de la nef confèrent à cet édifice un rythme original.
Restaurée à plusieurs reprises depuis le XVIIe siècle, cette cathédrale est l'un des plus beaux monuments des Alpes dauphinoises et de la région Provence-Alpes-Côte d'Azur ; le protiro est un bel exemple de l'art lombard ; les vitraux du XVe siècle, les décorations peintes ou en mosaïque, les orgues de la fin du XVe, le retable du XVIIe, les fonts baptismaux du XIe siècle et le trésor sont également remarquables. Le trésor était l'un des plus riches de France, avant d'être pillé au XVIe siècle par les protestants du duc de Lesdiguières.

Portail du Réal
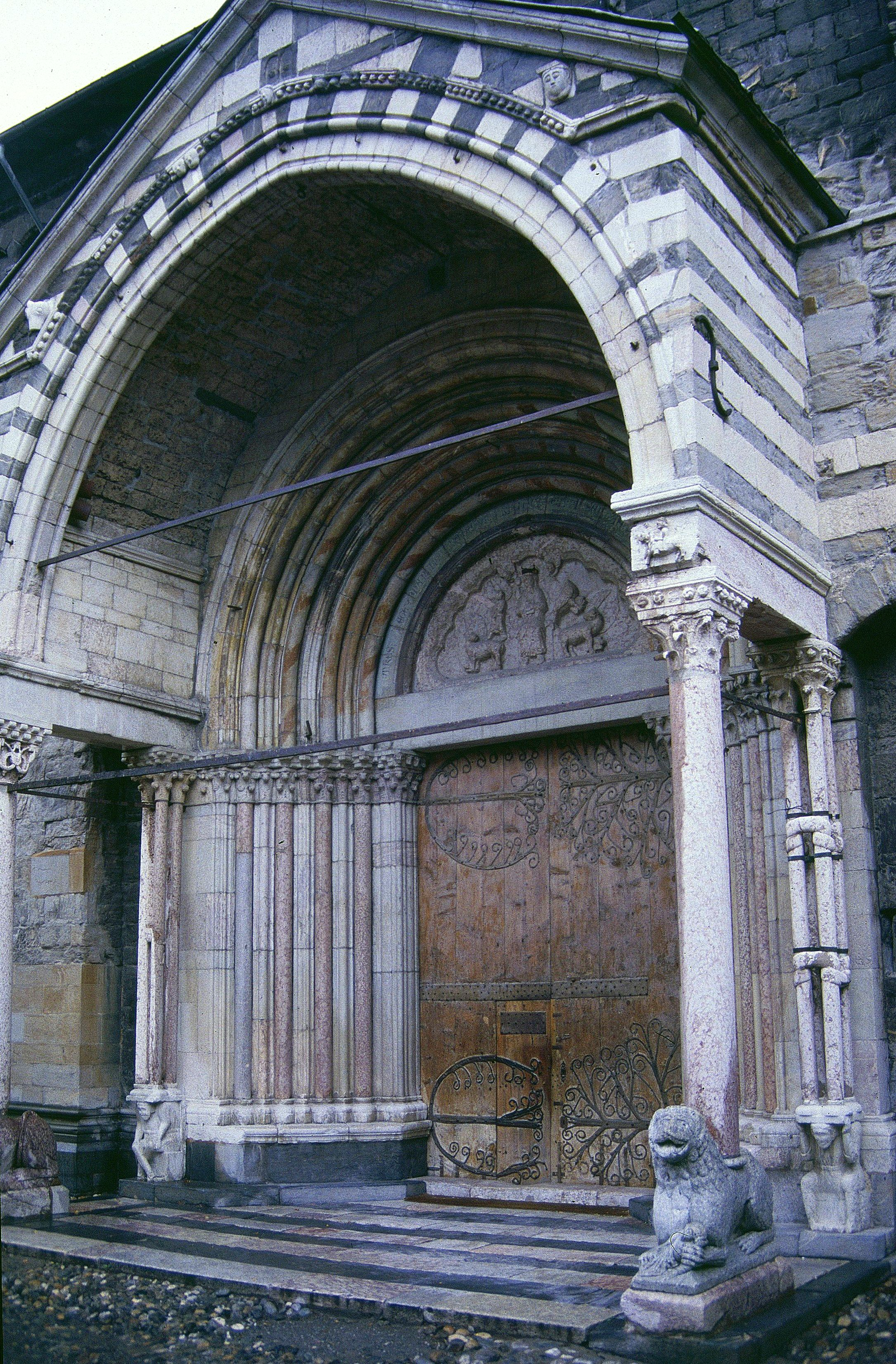
Le portail du Réal, empreint du style lombard.
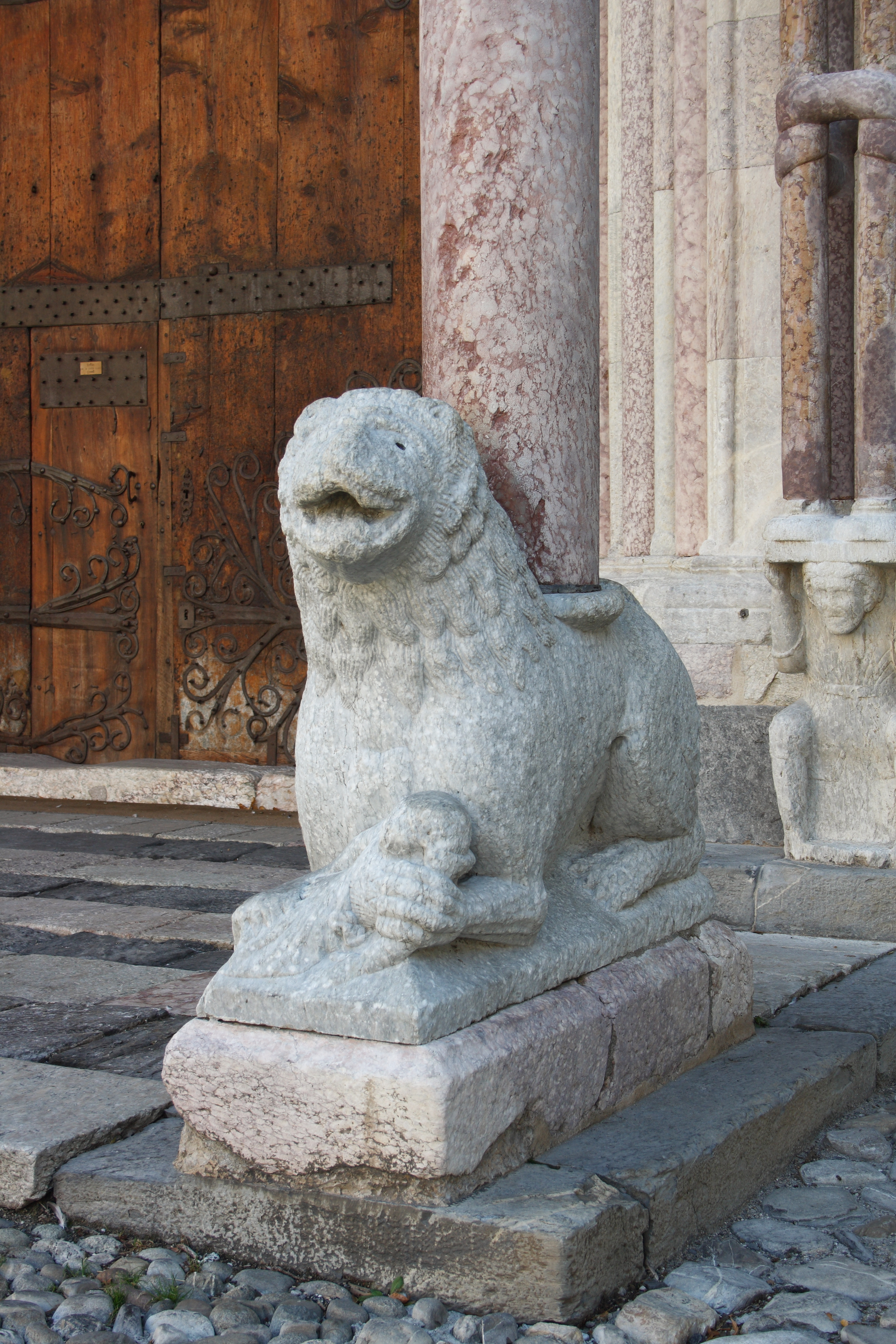
L'un des lions du portail.
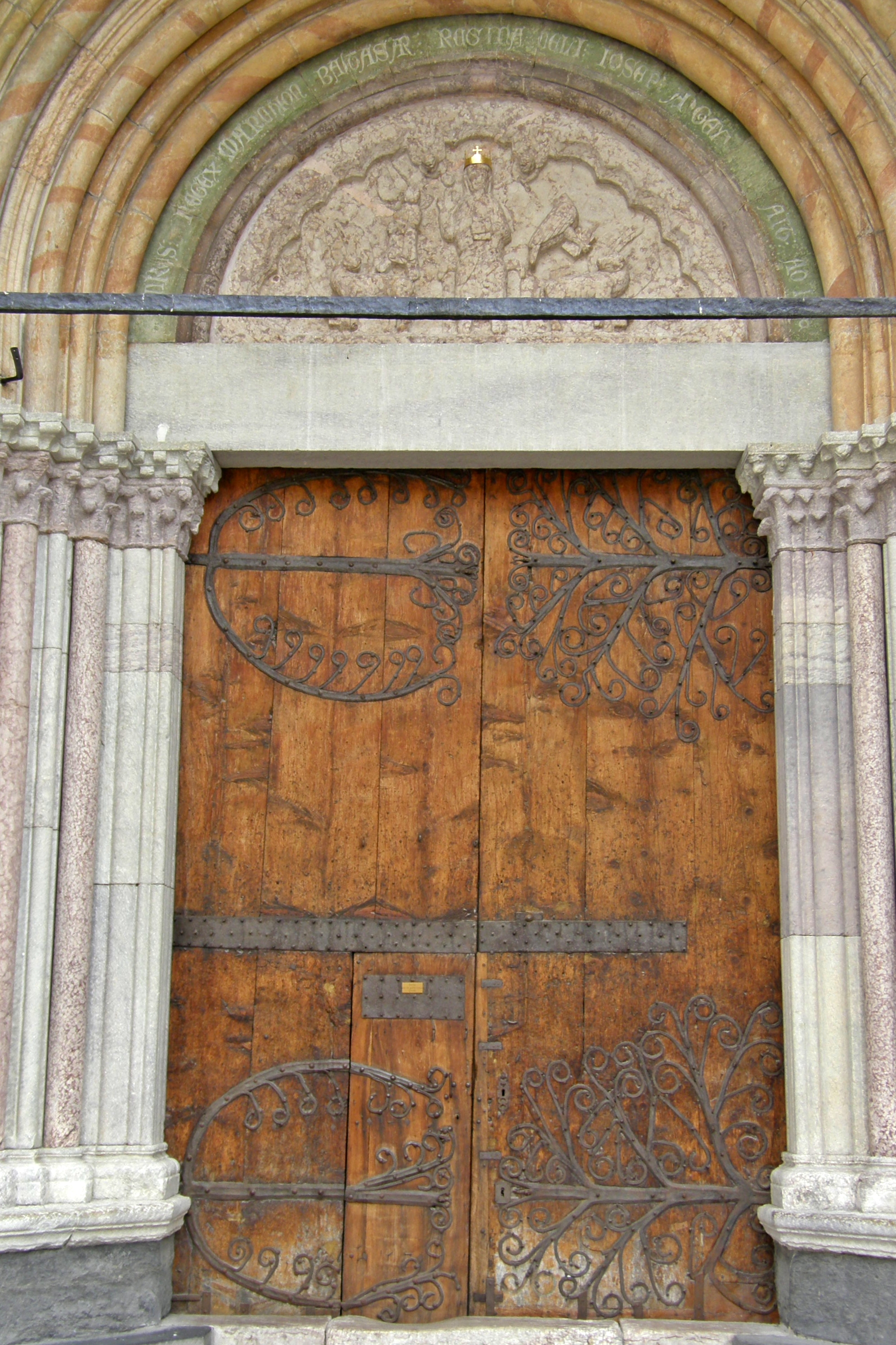
La porte principale[11].

Nef, vitraux, chapelles et fresques
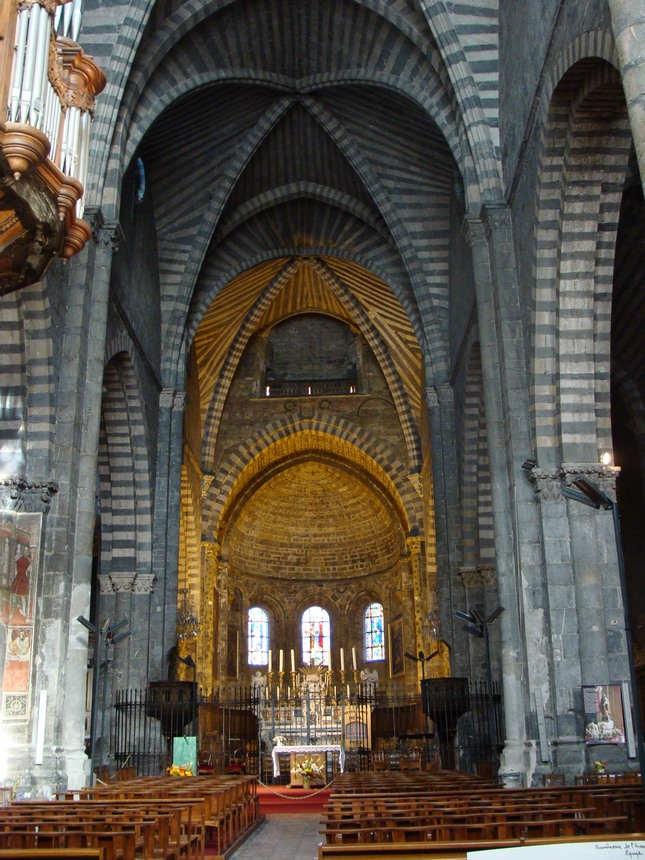
La nef principale, avec ses ogives gothiques ; au fond du chœur, l'abside romane.
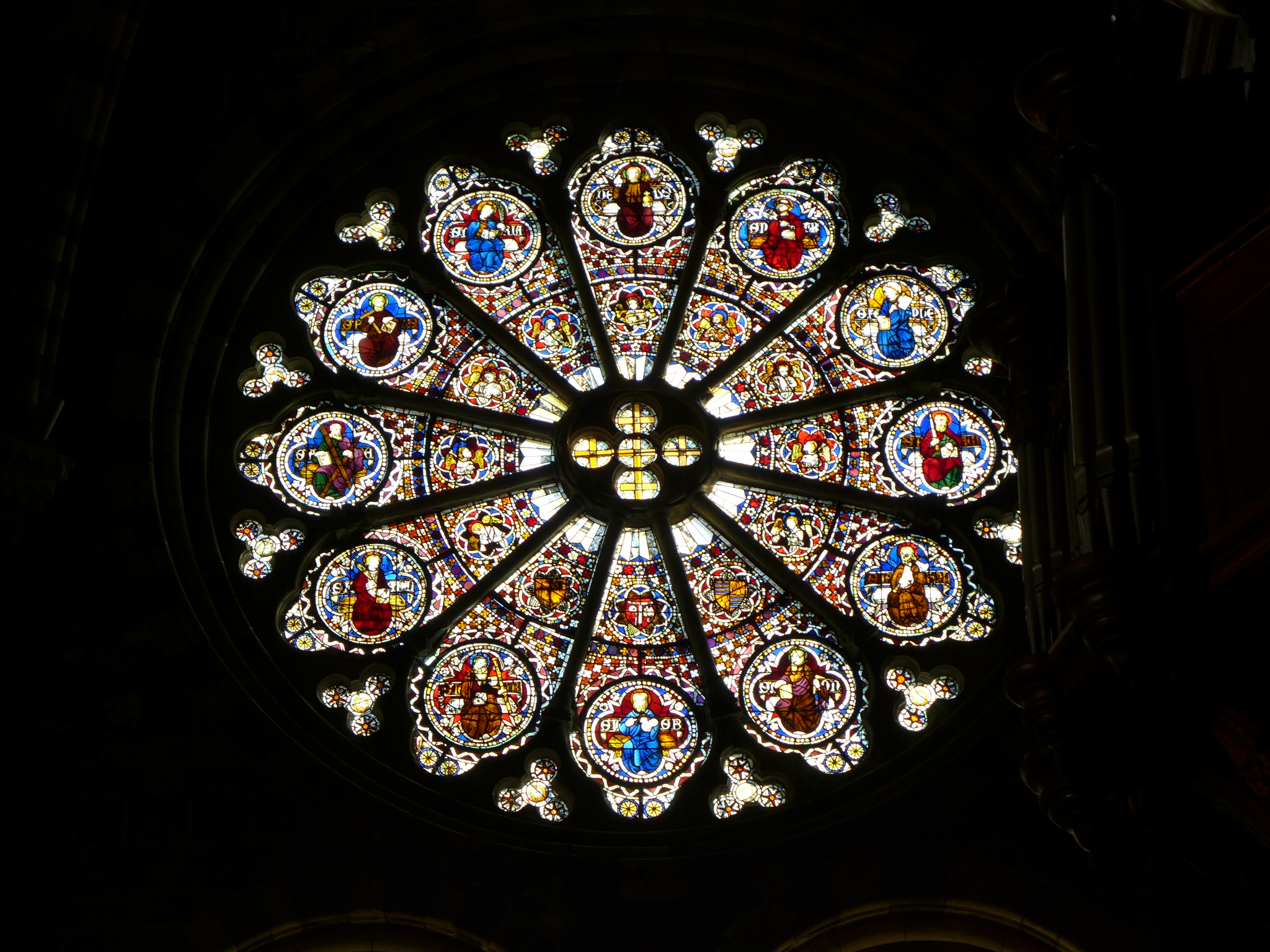
Rosace en pierre et vitrail.
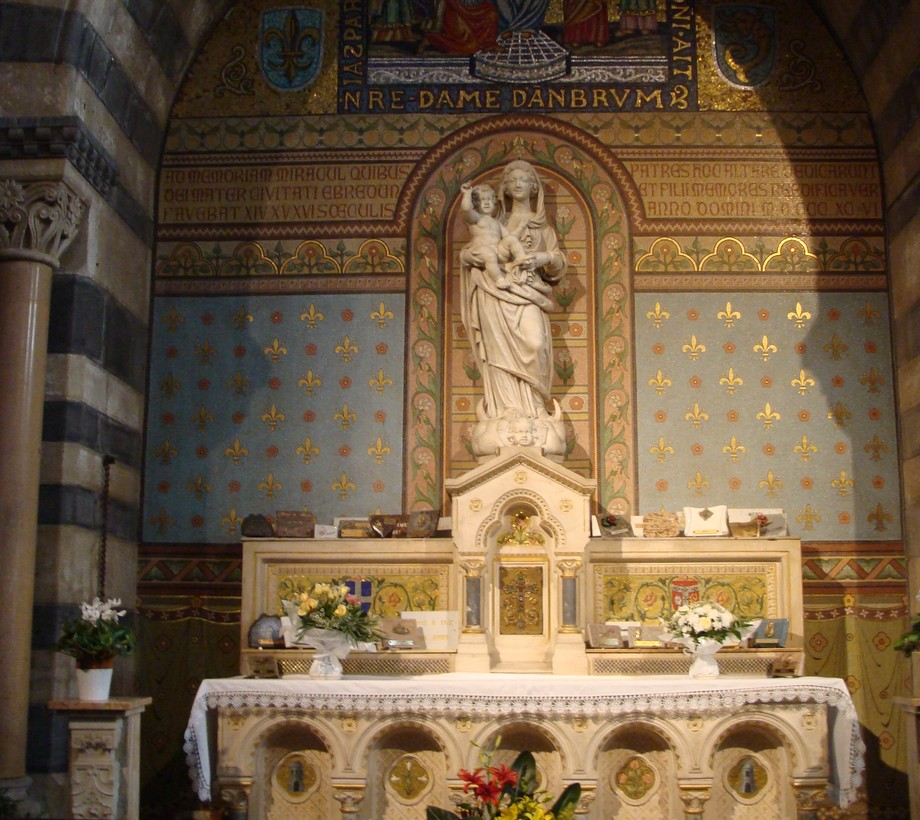
La chapelle Notre-Dame, sur le bas-côté sud.
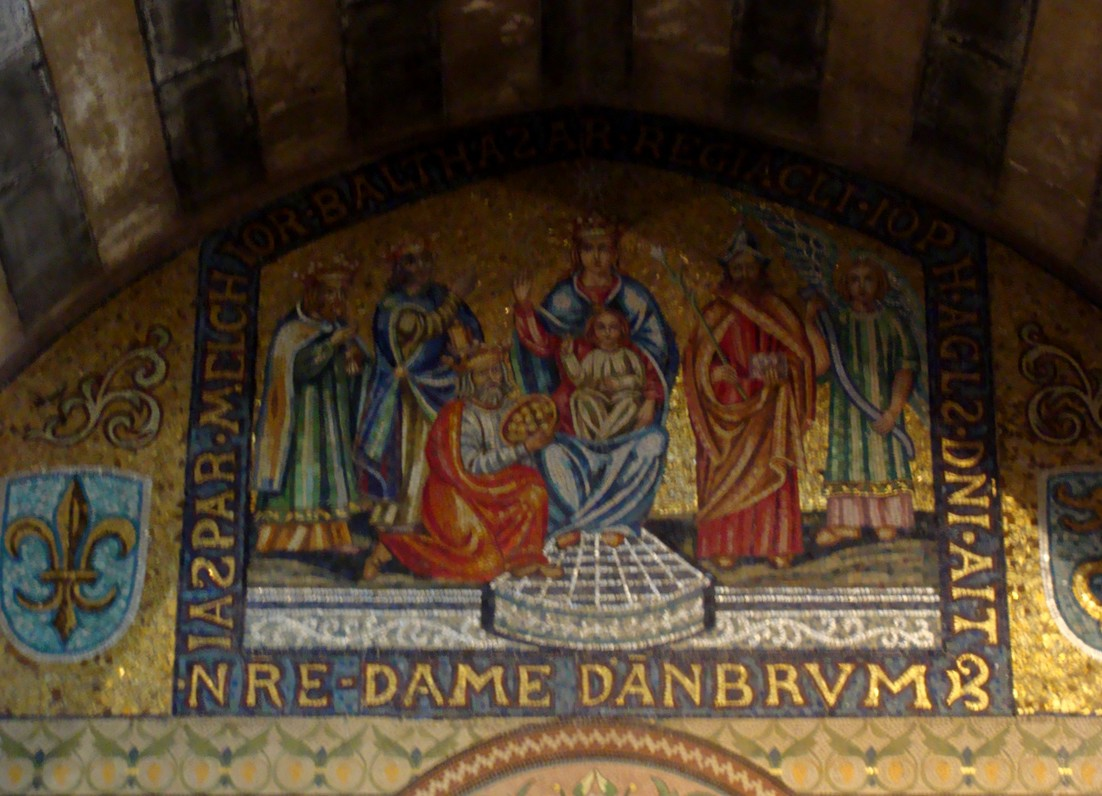
Fresque : Adoration des Mages, chapelle latérale sud.
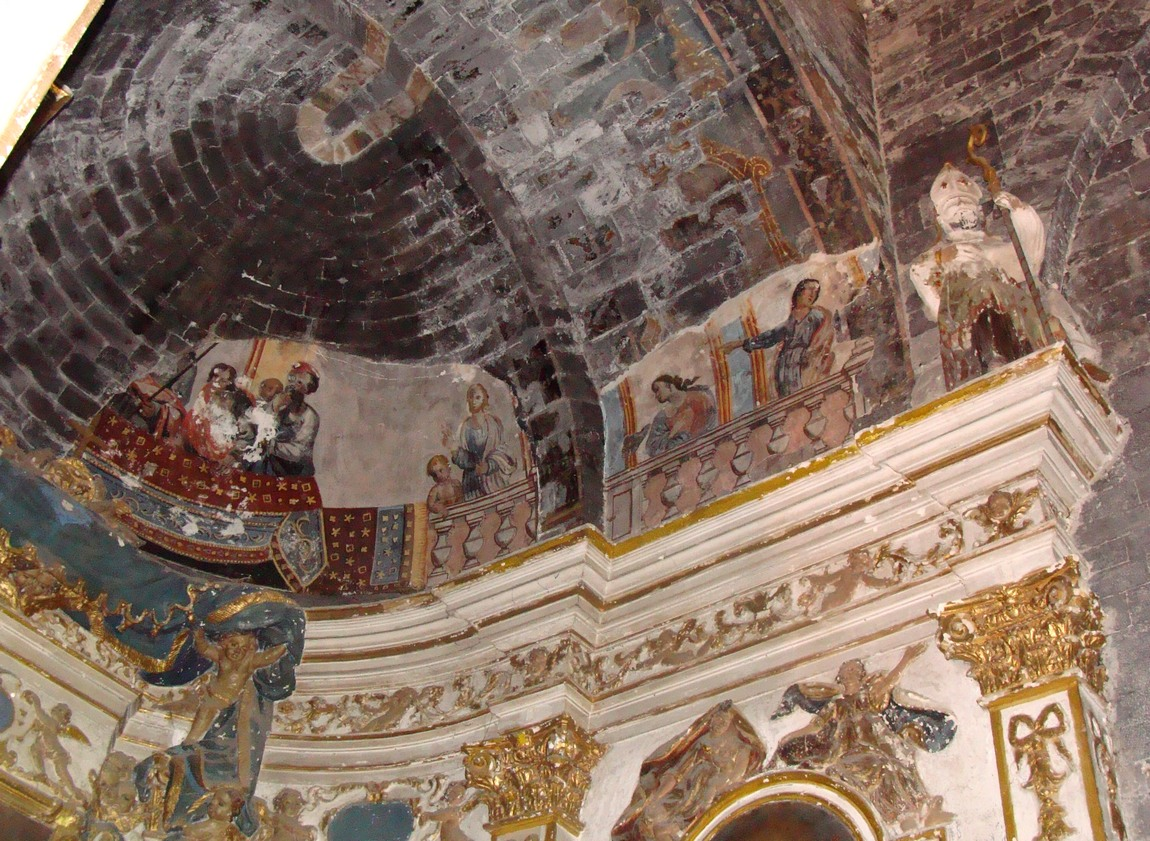
Restes de fresques polychromes sur la voûte de l'absidiole sud.
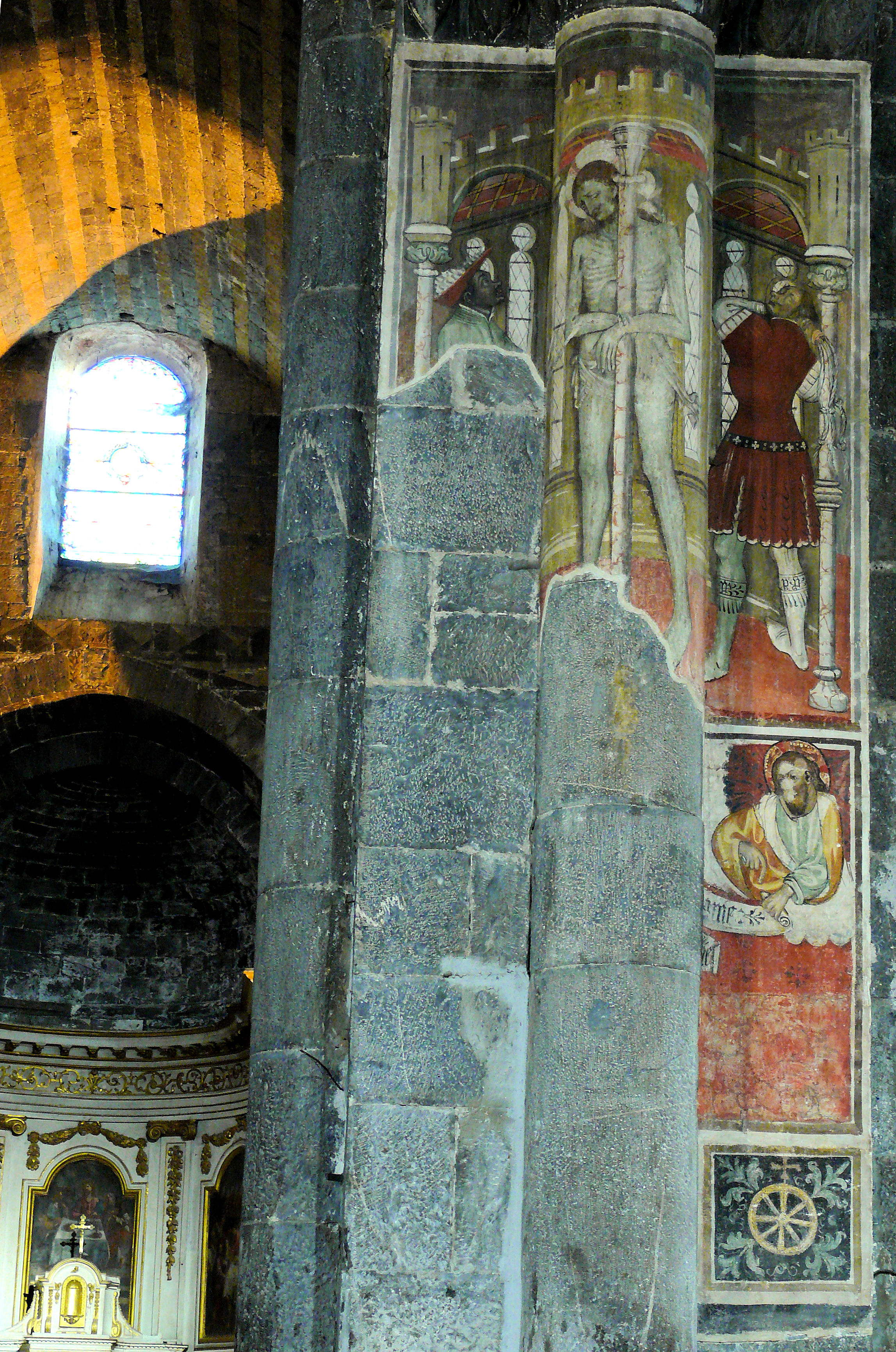
Fresque peinte sur un pilier côté nord.

Détails extérieurs
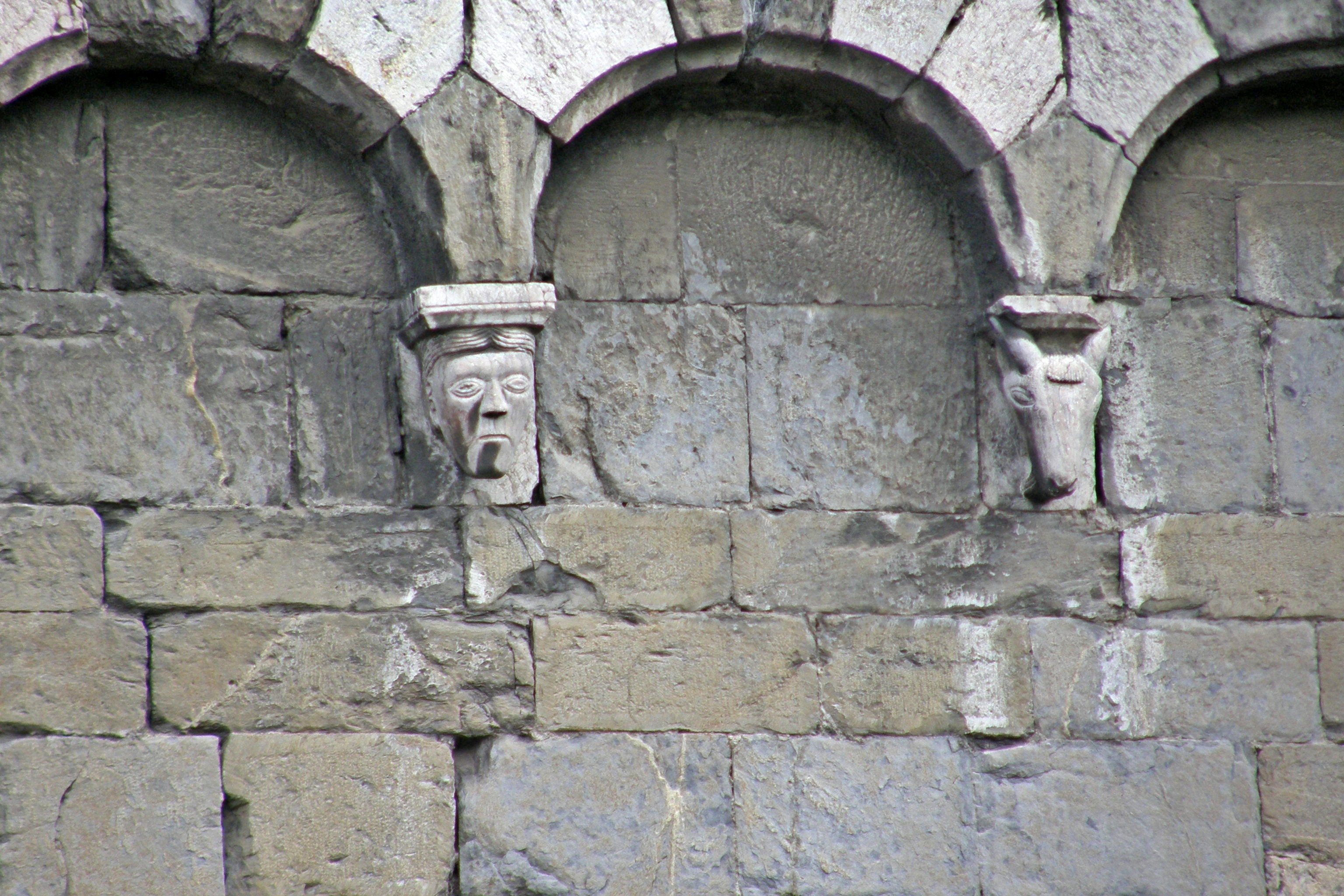
Détails de la façade nord.
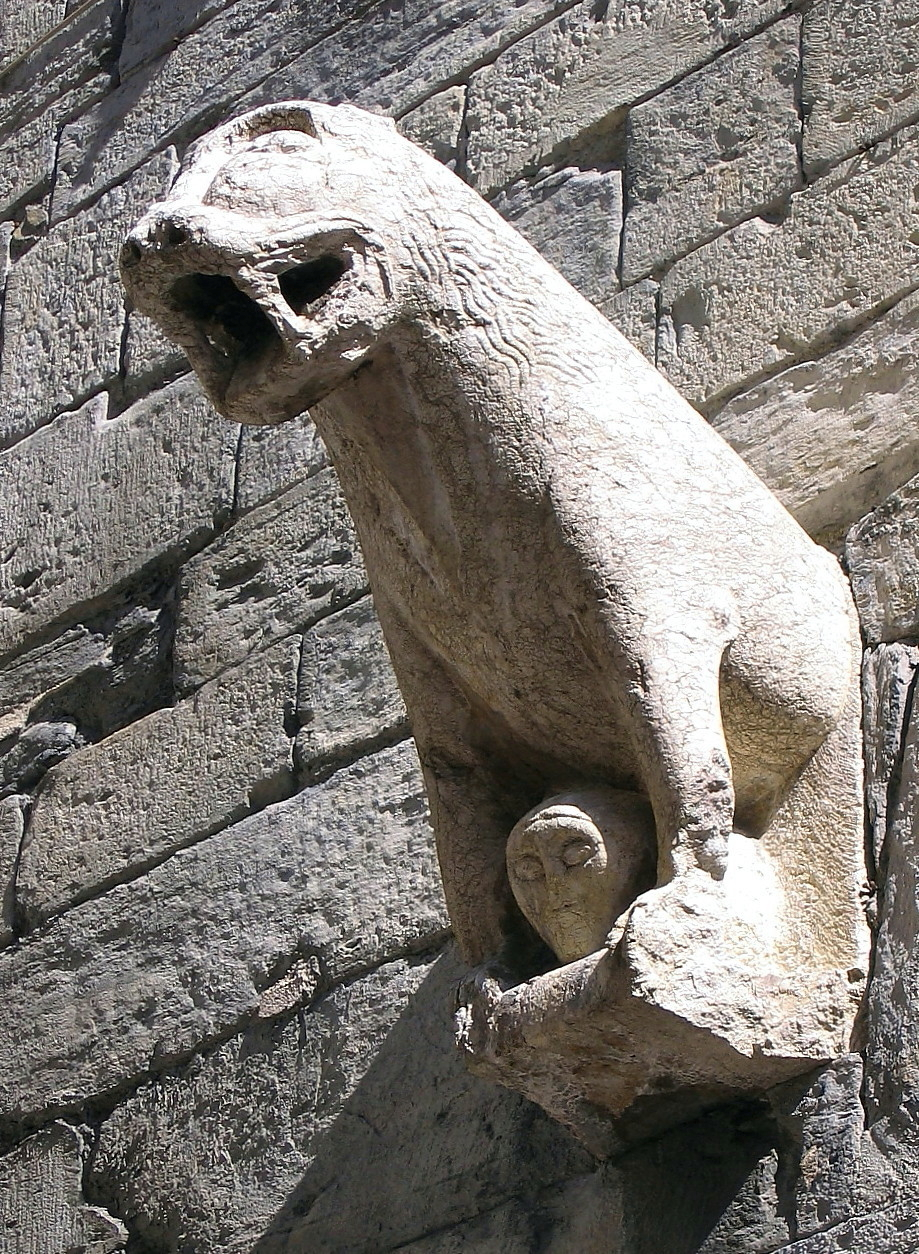
Lion de style roman.
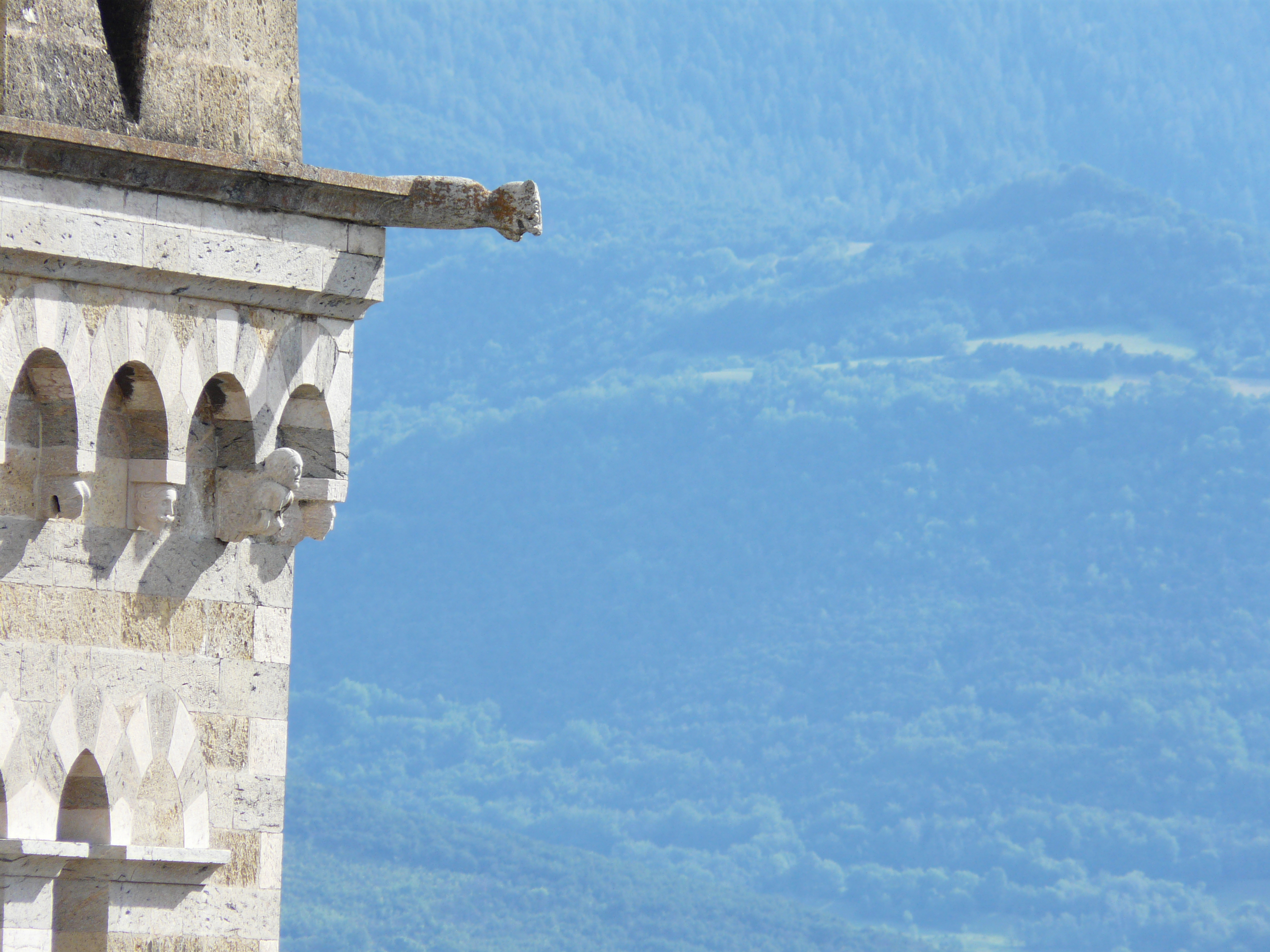
Une gargouille.

## Orgues, mobilier et objets d'art sacré

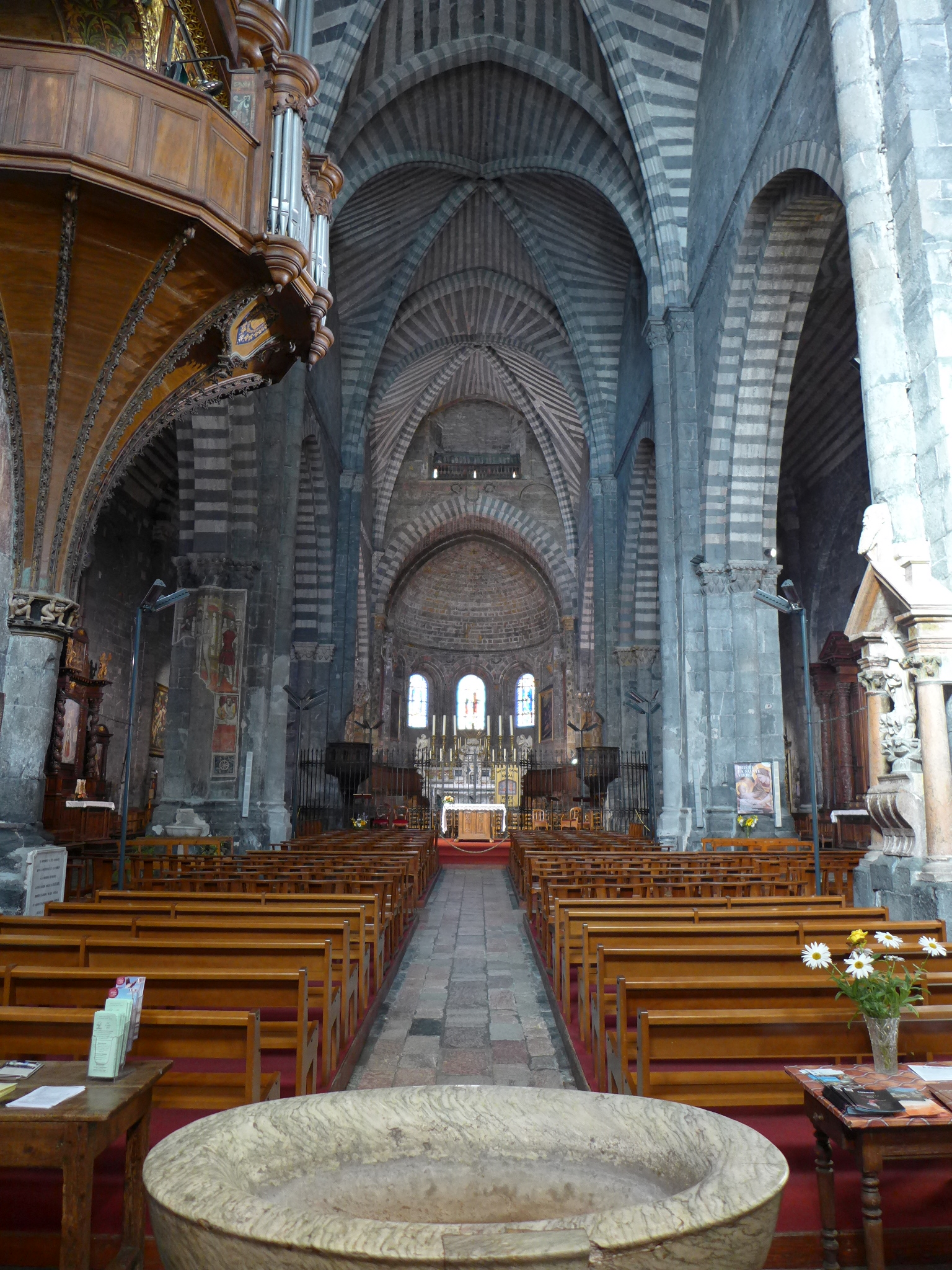
Intérieur de nef de la cathédrale. Sur la gauche de l'image : une partie de l'orgue.

Sont admirables les grandes orgues offertes par le roi de France Louis XI, le maître-autel « à la romaine » en marbre polychrome du XVIIIe siècle, les stalles du chœur des XVe et XVIe siècles, la rosace du XVe siècle et ses trois oculi, les autels de bois sculpté ou doré, les sculptures, les statues et les fresques.

### Les orgues

#### Grand orgue
Le grand orgue de la cathédrale Notre-Dame d'Embrun, accroché sur un pilier sur un "nid d'hirondelle" et érigé initialement en 1463, comprend aujourd'hui trois claviers : positif, grand-orgue, récit ; avec en outre : pédalier à la française, accouplement à tiroir et soufflets cunéiformes. Selon la base Palissy du ministère de la culture français : « La console, en fenêtre, comporte trois claviers manuels en ivoire (positif de dos, 9 jeux ; grand orgue, 14 jeux ; récit, 5 jeux) et un pédalier à l'allemande (5 jeux). ». Le buffet est placé sur une tribune en nid d'hirondelles du XVe siècle et comporte deux corps : celui du Grand Orgue reposant sur le soubassement de l'orgue initial de 1463 et en masquant les boiseries gothiques encore décorées de leur peinture d'origine.
Il a été reconstruit par Pierre Marchand en 1601 et comptait après cela 10 jeux, puis restauré et agrandi par les frères Dominique et Jean Eustache en 1632 et 1656, qui lui ont ajouté un positif de dos et un pédalier et amené à 21 jeux. En 1730, un troisième clavier d'écho comportant un cornet est ajouté par Pierre Vejux. Samson Scherrer le reconstruit en 1750-1751,. En 1955, une restauration est faite par les établissements Gonzalez. Il a de nouveau été restauré en 2009, par Pascal Quoirin,.
En 1840, le buffet est classé au titre immeuble des Monuments historiques, puis la partie instrumentale est classée au titre objet des Monuments historiques le 2 mars 1948 et le 18 décembre 1978.
Composition
| Positif 49 notes |
| Bourdon 8'       |
| 2e bourdon 8'    |
| Prestant 4'      |
| Doublette 2'     |
| Nasard 2' 2/3    |
| Tierce 1' 3/5    |
| Larigot 1' 1/3   |
| Plein-jeu III    |
| Cromorne         |

| Crand Orgue 49 notes |
| Montre 16'           |
| Montre large 8'      |
| Bourdon 8'           |
| Prestant 4'          |
| Flûte 4'             |
| Doublette 2'         |
| Nasard 2' 2/3        |
| Tierce 1' 3/5        |
| Grand cornet V       |
| Fourniture III       |
| Cymbale IV           |
| Voix humaine 8'      |
| Trompette 8'         |
| Clairon 4'           |

| Récit 30 notes |
| Cornet V       |

| Pédale 30 notes |
| Flûte 8'        |
| Trompette 8'    |

La traction est mécanique

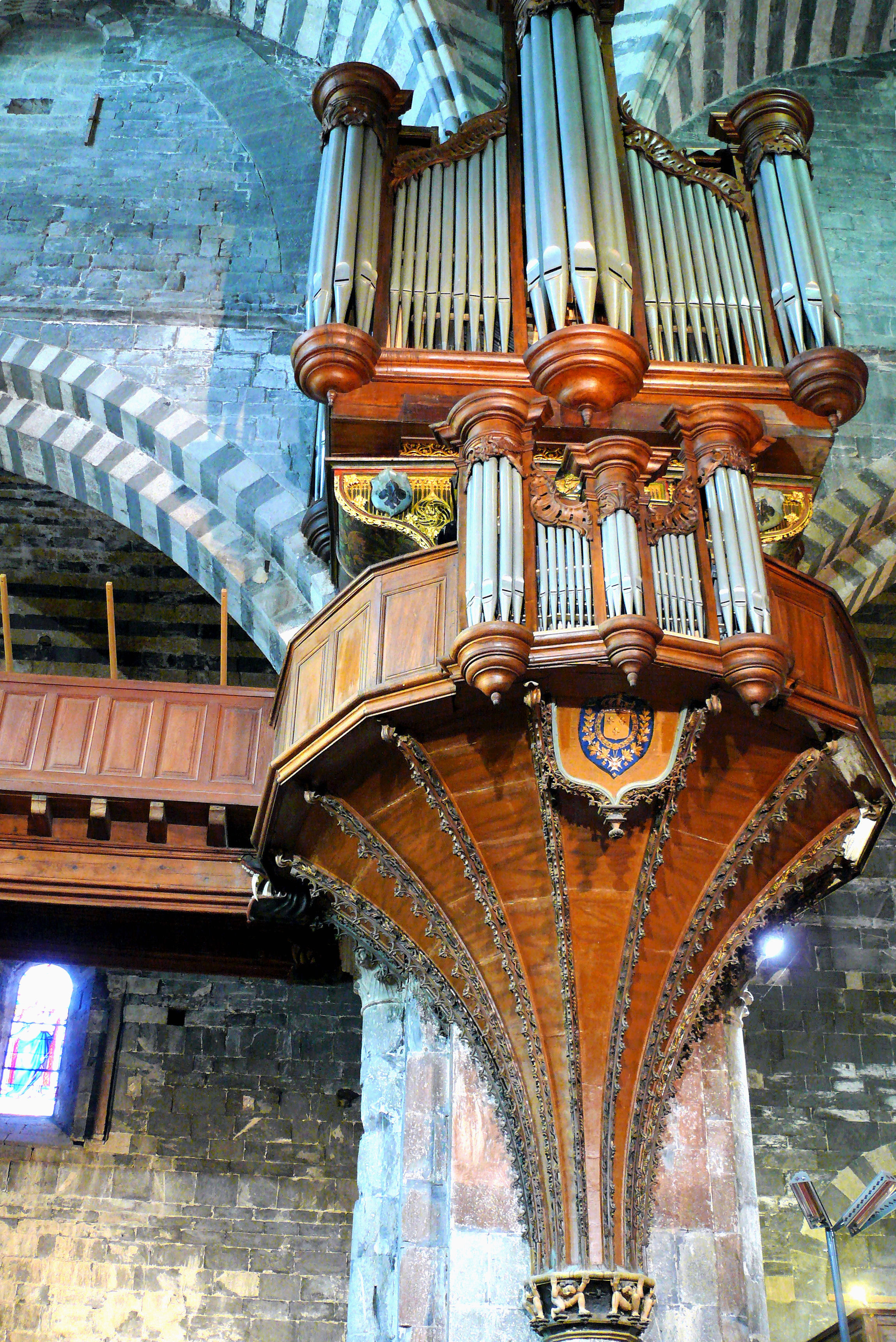
Grand orgue

Grand Orgue et Positif peuvent être accouplés

#### L'orgue de la chapelle Sainte-Anne
L'orgue de la chapelle Sainte-Anne a été réalisé en 1750 par le facteur d'orgue Samson Scherrer, en même temps qu'il reconstruisait le grand-orgue. Il a par la suite reçu des modifications. Des éléments issus du grand orgue ont été réutilisés au fil des constructions et modifications pour cet orgue, dont des éléments de style gothique et des éléments issus des modifications de Pierre Marchand (trois pyramides) et Dominique Eustache (éléments du positif de dos).
Composition
| 1er clavier 49 notes |
| Bourdon 8'           |
| Montre 4'            |
| Doublette 2'         |
| Plein-Jeu III        |

| 2ème clavier 49 notes |
| Bourdon 8'            |
| Flûte 4'              |
| Cornet IV             |
| Cromorne 8'           |

| Pédale 22 notes |
| Bourdon 8'      |

Le pédalier est à la française et les transmissions sont mécaniques.

### Mobilier et objets d'art sacré
Dans l'ancienne sacristie aux boiseries d'attache de noyer du XVIIe siècle, une série de pièces d'orfèvrerie du XIVe au XIXe siècle, des peintures sur bois, sur toile, à la détrempe, sur cuir, des documents sur parchemin, des statues.
Dans la nef de la chapelle, une chaise à porteurs du XVIIIe siècle, ayant appartenu aux archevêques d'Embrun, et sur la tribune, un orgue du XVe siècle, qui compte parmi les plus anciens de France, remanié au XVIIe, XVIIIe et XIXe siècles.

## Le musée d'art sacré
Un des plus beaux trésors religieux de France, exposé dans la Chapelle Sainte-Anne (ou la chapelle Saint-François), renferme une collection remarquable de vêtements sacerdotaux et d'ornements liturgiques du XVe au XIXe siècle, composée de chapes, chasubles, dalmatiques, étoles, manipules, avec broderies en relief au fil d'or, d'argent, de soie, réalisées sur des tissus précieux, velours frappé, satin broché, soie, damas, brocatelle, drap d'or ou d'argent. Des documents, des peintures et des meubles qui sont autant de témoignages de la grandeur passée de l'archevêché d'Embrun.